# Фостер (тауншип, округ Биг-Стон, Миннесота)
Фостер (англ. Foster) — тауншип в округе Биг-Стон, Миннесота, США. На 2000 год его население составило 123 человека.

## География
По данным Бюро переписи населения США площадь тауншипа составляет 86,0 км², из которых 77,9 км² занимает суша, а 8,1 км² — вода (9,43 %).

## Демография
По данным переписи населения 2000 года здесь находились 123 человека, 57 домохозяйств и 42 семьи. Плотность населения —  1,6 чел./км². На территории тауншипа расположено 169 построек со средней плотностью 2,2 построек на один квадратный километр. Расовый состав населения: 98,37 % белых и 1,63 % азиатов.
Из 57 домохозяйств в 15,8 % воспитывались дети до 18 лет, в 70,2 % проживали супружеские пары и в 26,3 % домохозяйств проживали несемейные люди. 24,6 % домохозяйств состояли из одного человека, при том 7,0 % из — одиноких пожилых людей старше 65 лет. Средний размер домохозяйства — 2,16, а семьи — 2,50 человека.
15,4 % населения — младше 18 лет, 5,7 % — в возрасте от 18 до 24 лет, 15,4 % — от 25 до 44, 40,7 % — от 45 до 64, и 22,8 % — старше 65 лет. Средний возраст — 52 года. На каждые 100 женщин приходилось 141,2 мужчин. На каждые 100 женщин старше 18 приходилось 126,1 мужчин.
Средний годовой доход домохозяйства составлял 31 875 долларов, а средний годовой доход семьи —  41 250 долларов. Средний доход мужчин —  22 500  долларов, в то время как у женщин — 22 083. Доход на душу населения составил 16 178 долларов. За чертой бедности находились 17,5 % семей и 18,4 % всего населения тауншипа, из которых 19,0 % младше 18 лет.